# Soriculus medogensis
Soriculus medogensis ist eine Spitzmausart aus der Gattung Soriculus. Sie lebt im östlichen Himalaya, ist dort aber bisher lediglich von einer Lokalität im Kreis Mêdog im Autonomen Gebiet Tibet nachgewiesen. Die Tiere repräsentieren kleinere Vertreter der Spitzmäuse und teilen mit diesen das typische äußerliche Erscheinungsbild. Markant sind ihr dunkelbraunes Rückenfell und die vergrößerten Vorderfüße, außerdem bestehen einzelne Auffälligkeiten im Schädelbau. Die Art bewohnt höhere Gebirgslagen, über die Lebensweise ist nichts bekannt. Wissenschaftlich eingeführt wurde sie im Jahr 2023.

## Merkmale

### Habitus
Soriculus medogensis ist ein größerer Vertreter der Gattung Soriculus. Die Tiere erreichen eine Kopf-Rumpf-Länge von 8,3 bis 8,5 cm, hinzu kommt ein 4,3 bis 5,4 cm langer Schwanz. Dadurch nimmt der Schwanz rund 60 % der Länge des übrigen Körpers ein. Das Körpergewicht variiert von 12 bis 14,1 g. Die Ohrlänge beträgt 0,9 bis 1,2 cm, die Hinterfußlänge 1,4 bis 1,7 cm. Die Werte basieren auf insgesamt sieben vermessenen Individuen. Sie liegen in der Variationsbreite der Sikkim-Großklauenspitzmaus (Soriculus nigrescens), übertreffen aber jene von Soriculus minor. Äußerlich ähnelt Soriculus medogensis anderen Spitzmäusen, als typisches Kennzeichen der Gattung sind die Vorderfüße und die Klauen vergrößert. Das Körperfell ist dunkelbraun gefärbt und insgesamt dunkler als bei Soriculus nivatus. Es hat eine weiche und dichte Textur, die Einzelhaare werden im Winter rund 8 mm lang. Der Schwanz zeigt keine deutliche Zweifärbung.

### Schädel- und Gebissmerkmale
Der Schädel wird 22,7 bis 24,5 mm lang und am Hirnschädel 11,3 bis 12,1 mm breit sowie 6,8 bis 7,2 mm hoch. Insgesamt ist der Schädel massiger und kantiger gebaut als bei Soriculus nivatus. Der Hirnschädel zeigt sich in Seitansicht abgeflacht und im hinteren Abschnitt abgewinkelt, was bei anderen Arten der Gattung Soriculus nicht vorkommt. Ebenso ist der Scheitelkamm markanter entwickelt. Das Rostrum wirkt etwas schmaler als bei der Sikkim-Großklauenspitzmaus. Der Unterkiefer misst 13,3 bis 14,1 mm in der Länge. Im Vergleich zu anderen Gattungsvertretern ist der horizontale Knochenkörper kräftiger entwickelt und der Kronenfortsatz höher. Letzterer steigt nahezu senkrecht auf und endet spatelförmig.
Das Gebiss setzt sich aus 30 Zähnen zusammen, die Zahnformel lautet: {\displaystyle {\frac {3.1.2.3}{2.0.1.3}}}. Der vorderste obere Schneidezahn steht etwas schräg nach vorn. Er besitzt zwei Spitzen, von denen die vordere größer ist und eine dolchartige Form hat. In der oberen Zahnreihe schließen sich an den ersten Schneidezahn vier einspitzige Zähne an, von denen der zweite am größten und der vierte am kleinsten ist. Im Unterkiefer ist der vordere Schneidezahn nach vorn gerichtet und langgestreckt. Die unteren Schneidezähne und der einzige untere Prämolar bilden eine geschlossene Reihe. Sowohl in der oberen als auch der unteren Gebisshälfte sind die jeweils hintersten Molaren am kleinsten ausgebildet. Das Gebiss wirkt allgemein robuster als bei Soriculus nivatus. Die charakteristische orangefarbene Pigmentierung der Zahnspitzen ist nicht so deutlich wie bei letztgenannter Art, aber auffallender als bei der Sikkim-Großklauenspitzmaus. Die obere Zahnreihe wird zwischen 10,6 und 11,0 mm lang, die untere zwischen 9,7 und 10,0 mm.

## Verbreitung und Lebensraum
Soriculus medogensis ist lediglich aus der Umgebung der Ortschaft Damu im Kreis Mêdog im Autonomen Gebiet Tibet belegt. Das Gebiet befindet sich im südöstlichen Teil des tibetischen Hochlands. Die Höhenverbreitung reicht von 2100 bis 2830 m über dem Meeresspiegel. Die Art tritt sympatrisch mit Soriculus nivatus auf. In der Region kommt ebenfalls Soriculus beibengensis vor, nutzt aber weitgehend niedriger gelegene Landschaften.

## Lebensweise
Zur Lebensweise von Soriculus medogensis liegen keine Informationen vor.

## Systematik
Soriculus medogensis ist eine Art aus der Gattung Soriculus innerhalb der Familie der Spitzmäuse (Soricidae). Der Gattung Soriculus werden momentan insgesamt fünf Arten zugewiesen, von denen die Sikkim-Großklauenspitzmaus (Soriculus nigrescens) die bekannteste ist und zuvor die einzig anerkannte war. Erst molekulargenetische und morphologische Untersuchungen in den 2020er Jahren deckten dann auf, dass die Gattung wesentlich vielgestaltiger ist und mehrere weitere Angehörige enthält. Die Gattung kommt hauptsächlich im Himalaya vor. Als typisches Kennzeichen sind die Krallen der Vorderfüße vergrößert. Sie werden möglicherweise zum Graben im Untergrund eingesetzt. Innerhalb der Spitzmäuse gehört die Gattung Soriculus der Unterfamilie der Soricinae an, was durch die orangefarbene Pigmentierung der vorderen Zähne unterstrichen wird. In die nähere Verwandtschaft reihen sich Chodsigoa und Episoriculus ein. Die Gattungen trennten sich im Oberen Miozän vor rund 7 Millionen Jahren voneinander ab. Soriculus selbst begann sich kurz darauf zu Beginn des Pliozäns zu diversifizieren. Als Schwesterart von Soriculus medogensis kann Soriculus nivatus betrachtet werden. Beide Linien bestehen seit dem Unterpleistozän vor gut 1,9 bis 1,6 Millionen Jahren als eigenständig.
Die wissenschaftliche Erstbeschreibung von Soriculus medogensis erfolgte im Jahr 2023 durch Chen Zhongzheng und Jiang Xuelong. Ihr gingen mehrere Expeditionen in den Himalaya und den Hengduan Shan voraus, bei denen rund 60 Exemplare der Gattung Soriculus gesammelt worden waren. Der Holotyp umfasst ein ausgewachsenes weibliches Individuum. Es stammt aus der Umgebung von Damu im Kreis Mêdog im Autonomen Gebiet Tibet. Diese als Terra typica der Art ausgewiesene Region liegt in einer Höhe von 2650 m über dem Meeresspiegel. Das Artepitheton medogensis verweist auf das Fundgebiet. Aus dem Kreis Mêdog wurde im Jahr darauf mit Soriculus beibengensis ein weiterer Vertreter der Gattung benannt.

## Bedrohung und Schutz
Zur Gefährdung des Bestandes von Soriculus medogensis ist nichts bekannt, die Art wird von der IUCN gegenwärtig nicht erfasst. Die Gattung gilt allgemein als relativ häufig.